# Thaya
För andra betydelser, se Thaya (olika betydelser).

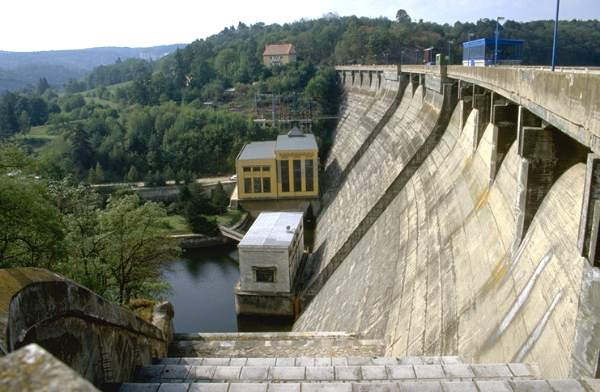
Damm vid Vranov.

Thaya (tjeckiska Dyje) är en 285 km lång biflod till Morava i Österrike (Niederösterreich) och Tjeckien (Mähren). Medelvattenföringen är 10,8 m³/s vid mynningen.
Källflödena är Deutsche Thaya och Mährische Thaya (tjeckiska Moravská Dyje) som förenar sig vid Raabs an der Thaya. Deutsche Thaya rinner upp vid Schweiggers och slingrar sig genom nordvästra Niederösterreich förbi Vitis, Waidhofen an der Thaya och Dobersberg till Raabs, där Mährische Thaya ansluter norrifrån från Tjeckien. Vid Drosendorf lämnar floden Österrike och rinner längs med den tjeckisk-österrikiska gränsen österut, mest på tjeckisk mark. Norr om Břeclav vänder floden mot söder och bildar efter några kilometer gränsen mellan Österrike och Tjeckien innan den mynnar i Morava vid Hohenau an der March.
Vid floden ligger städerna Waidhofen an der Thaya, Raabs an der Thaya, Hardegg, Drosendorf, Vranov nad Dyjí, Znojmo, Laa an der Thaya, Lednice och Břeclav.
Vid Hardegg inrättades Thayatals nationalpark. Mynningsområdet är Ramsarområde.